# 히요

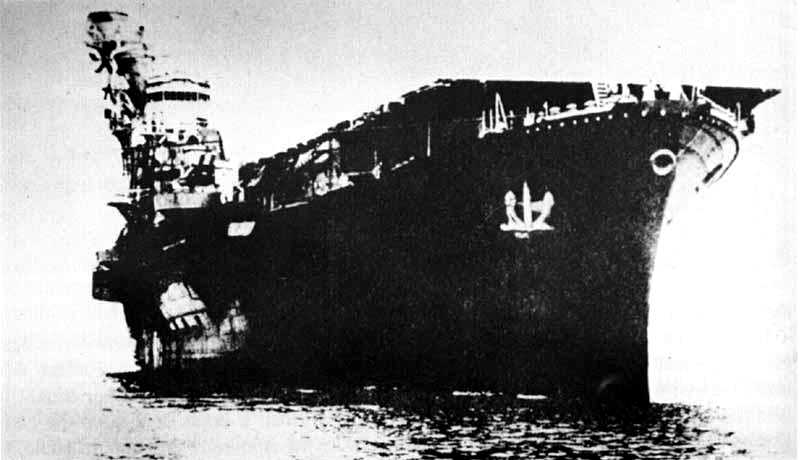

히요(일본어: 飛鷹, "Flying Hawk")는 일본 제국 해군(IJN)의  히요급 항공모함의 두네임쉽 중 하나이었다. 원래는 1939년에 원양 정기선 이즈모 마루(出雲丸)로 계획되었으나 1941년 해군성이 항공모함으로 개조하기 위해 인양했다. 1942년 6월 미드웨이 해전 직후 완성된 이 배는 과달카날 전역에 참여했지만 발전기 화재로 인해 10월 산타 크루즈 제도 해전에 참가하지 못했다.
항공모함의 항공기는 여러 차례 이륙하여 남서태평양 전투에서 지상 기지에서 사용되었다. 히요는 1943년 중반에 어뢰를 받았고 수리를 위해 3개월을 보냈다. 전투에 복귀하기 전에 다음 6개월의 대부분을 훈련하고 항공기를 운반하는 데 보냈다. 이 배는 1944년 6월 20일 필리핀 해 전투 중 미국 어뢰에 의한 휘발유 증기 폭발로 인해 침몰했으며, 병력의 약 5분의 1에 해당하는 247명의 장교와 병사를 잃었다.